# 笠松町公共施設巡回町民バス
笠松町公共施設巡回町民バス（かさまつちょうこうきょうしせつじゅんかいちょうみんバス）は、岐阜県羽島郡笠松町が運行しているコミュニティバス。単に「町民バス」、「巡回バス」ともいう。
運行開始から長らくは町が直接運行していたが、2022年時点ではスイトトラベルに車両運行管理業務を委託している。

## ルート
笠松町の公共施設を巡回するルートをとる。太字の停留所で、鉄道、他市町のコミュニティバス、他社の路線バスに乗り換えることができる。
主な停留所
米野高瀬 - 東米野 - 米野 - スポーツ交流館前 - 無動寺 - 中野 - 中野郵便局前 - 総合交流センター - 円城寺 - 名鉄笠松駅前 - 福祉会館 - 中央交流センター - 笠松中学校前 - 笠松郵便局前 - 西笠松駅 - 役場 - 歴史未来館前 - 松波総合病院前 - 松枝小学校前 - 緑地公園前 - 福祉健康センター - 運動公園前 - 北門間 - 下門間
※朝ダイヤ（7時台）は福祉会館、笠松郵便局前、笠松郵便局前、役場、松波総合病院前、福祉健康センター、北門間は通らず、別ルートで運行。一部バス停の停車順番の変更あり。
備考
- 「米野」「スポーツ交流館前」「無動寺」「中野」「中野郵便局前」「名鉄笠松駅前」「松波総合病院前」は、岐阜バスの以下のバス停（「米野」「江川」「若宮寺前無動寺」「中野」「円城寺」「笠松駅」「松波総合病院」）と同位置で乗り換え可能。
- 「東米野」は岐阜バス「東米野」と、「円城寺」は岐阜バス「円城寺」と位置が異なる。
- 「米野高瀬」「東米野」は各務原市ふれあいバスと乗り換え可能。

## 運賃
- 1乗車100円均一。

## 歴史
- 1985年（昭和60年） - 下羽栗地区が岐南中学校から笠松中学校に変更されるのに伴い、中学生の通学を目的とするバスとして試行運転を開始[2]。
- 1986年（昭和61年）4月 - 通学バスとして運行開始[2]。料金は無料。
- 1993年（平成5年）5月1日 - 町民の公共施設への交通の利便性を高めるため、通学バスを笠松町公共施設巡回町民バスに改称し運行開始[2]。料金は無料。
- 2003年（平成15年）10月1日 - 運行協力募金箱を車内に設置。1乗車100円を目安に募金を募る。
- 2005年（平成17年）10月1日 - 運行協力募金箱を廃止し、1乗車100円均一に有料化。時刻改正により、平日と同じ本数の土休日便を減便。
- 2018年（平成30年）12月25日 - 累計利用者が200万人となる[2]。
- 2020年（令和2年）10月1日 -
  - 松波総合病院へ乗り入れ開始[3]。
  - 始発便及び最終便を短縮及び時刻変更。始発便（6時台）は下門間→名鉄笠松駅及び東米野→名鉄笠松駅、最終便（19時台）は名鉄笠松駅→下門間、名鉄笠松駅→東米野になる。
- 2023年（令和5年）4月 - バスロケーションシステムを導入。
- 2025年（令和7年）4月1日 - 時刻変更。7時台のバスのみ「朝ダイヤ」として経由地変更。最終便を18時台に繰り上げし、従来の19時台（名鉄笠松駅→下門間、名鉄笠松駅→東米野）は廃止。